# Гномонічна проєкція

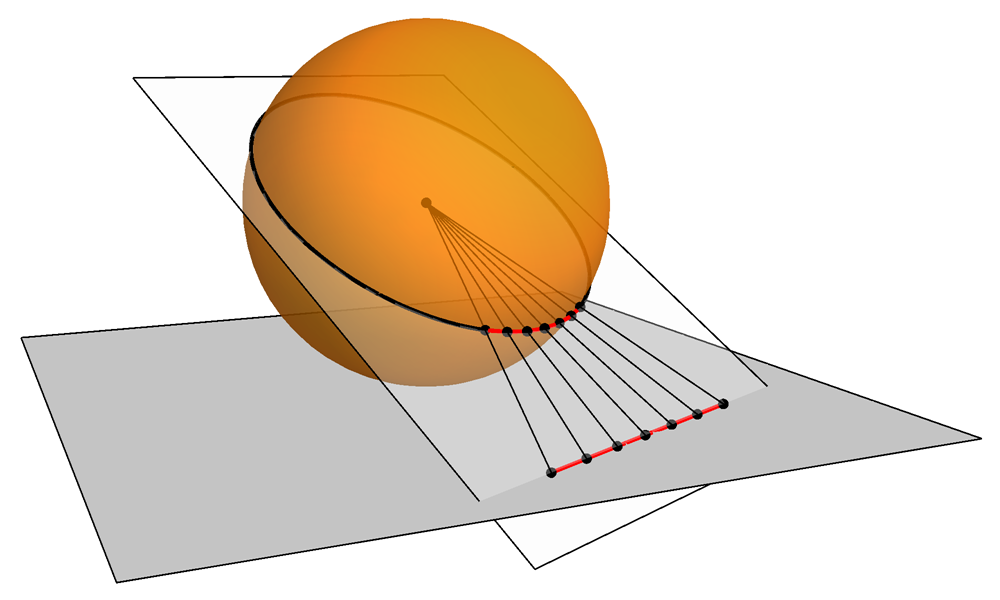
У гномонічній проєкції великі кола трансформуються у прямі лінії

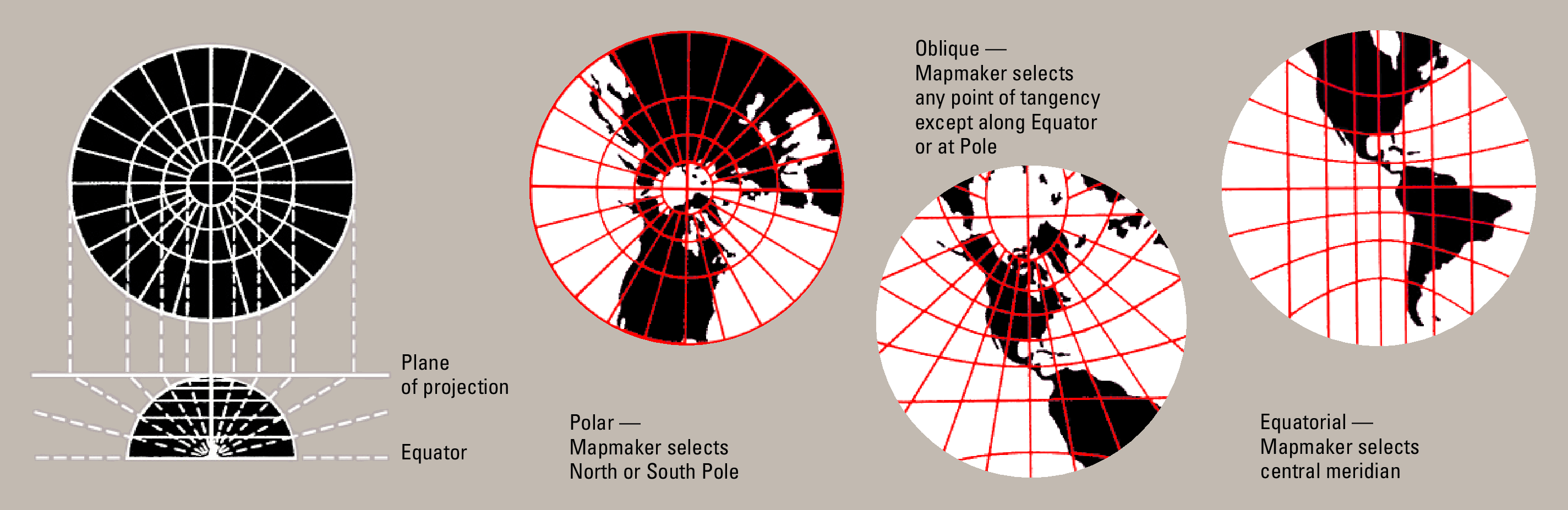
Гномонічна проєкція

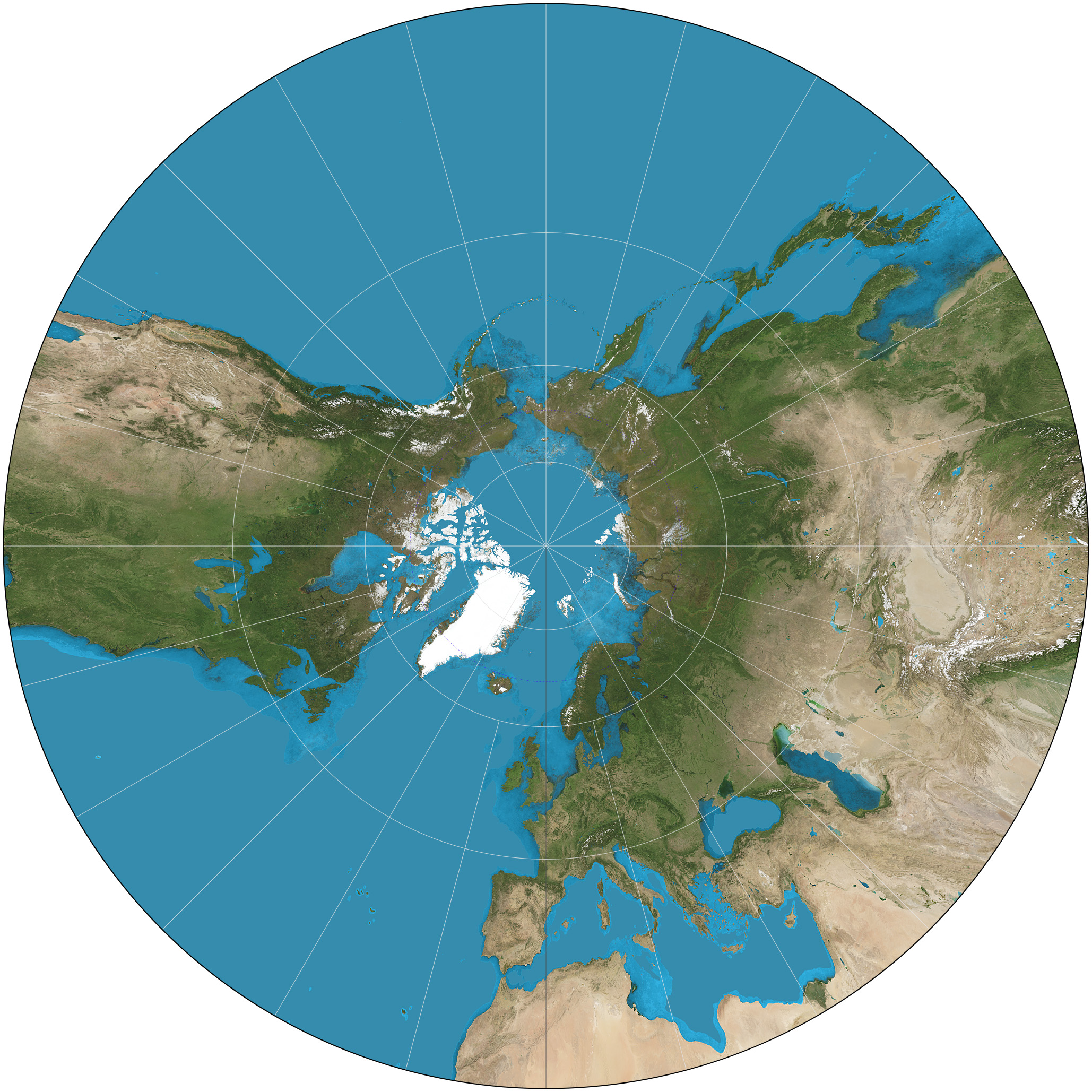
Гномонічна проєкція частини Північної півкулі з центром на географічному Північному полюсі

Гномонічна проєкція — один з видів картографічних проєкцій. Одержують проєктуванням точок сфери з центру сфери на площину. Назва цієї проєкції пов'язана з гномоном — вертикальним стовпчиком простих сонячних годинників.
Важлива відмітна властивість гномонічної проєкції полягає в тому, що в ній всі великі круги сфери зображаються прямими лініями площини. Тому гномонічна проєкція застосовується там, де доводиться працювати із зображеннями великих кругів, а помітні спотворення форми і розмірів областей не так істотні. В астрономії вона (точніше, її спеціальний тип — сітка Лоренцоні, в якій площина, на яку проєктується зображення, — дотична до небесної сфери в точці зі схиленням 45 градусів) використовується при спостереженні за метеорами, в навігації — для побудови пеленгів радіоджерел, в сейсмології — для зображення напряму поширення сейсмічних хвиль.
Залежно від положення центральної точки карти гномонічна проєкція може бути:
- нормальною (полярною) — якщо центральна точка поєднана з географічним полюсом,
- екваторіальною (поперечною) — якщо центральна точка розташована на екваторі,
- косою — якщо центральна точка розташована в деякій проміжній широті.

При обробці панорамних фотографій гномонічну проєкцію називають «прямолінійною». Зображення, створюване камерою-обскурою або ректилінеарним об'єктивом, відповідає гномонічній проєкції.

## Ресурси Інтернету
- Вікісховище має мультимедійні дані за темою: Гномонічна проєкція
- Картографічні проєкції, використовувані в навігації
- https://web.archive.org/web/20080516205844/http://www.bfi.org/node/25 Description of the Fuller Projection map from the Buckminster Fuller Institute
- http://erg.usgs.gov/isb/pubs/MapProjections/projections.html#gnomonic [Архівовано 2 червня 2006 у Wayback Machine.] Explanations of projections by USGS
- https://web.archive.org/web/20041126065144/http://exchange.manifold.net/manifold/manuals/6_userman/mfd50Gnomonic.htm
- Gnomonic Projection [Архівовано 2 червня 2013 у Wayback Machine.]
- The Gnomonic Projection [Архівовано 5 листопада 2012 у Wayback Machine.]
- Table of examples and properties of all common projections [Архівовано 25 квітня 2009 у Wayback Machine.], from radicalcartography.net
- Sphaerica geometry software [Архівовано 10 січня 2014 у Wayback Machine.], is capable of displaying spherical geometry constructions in gnomonic projection